# Carl Tubandt

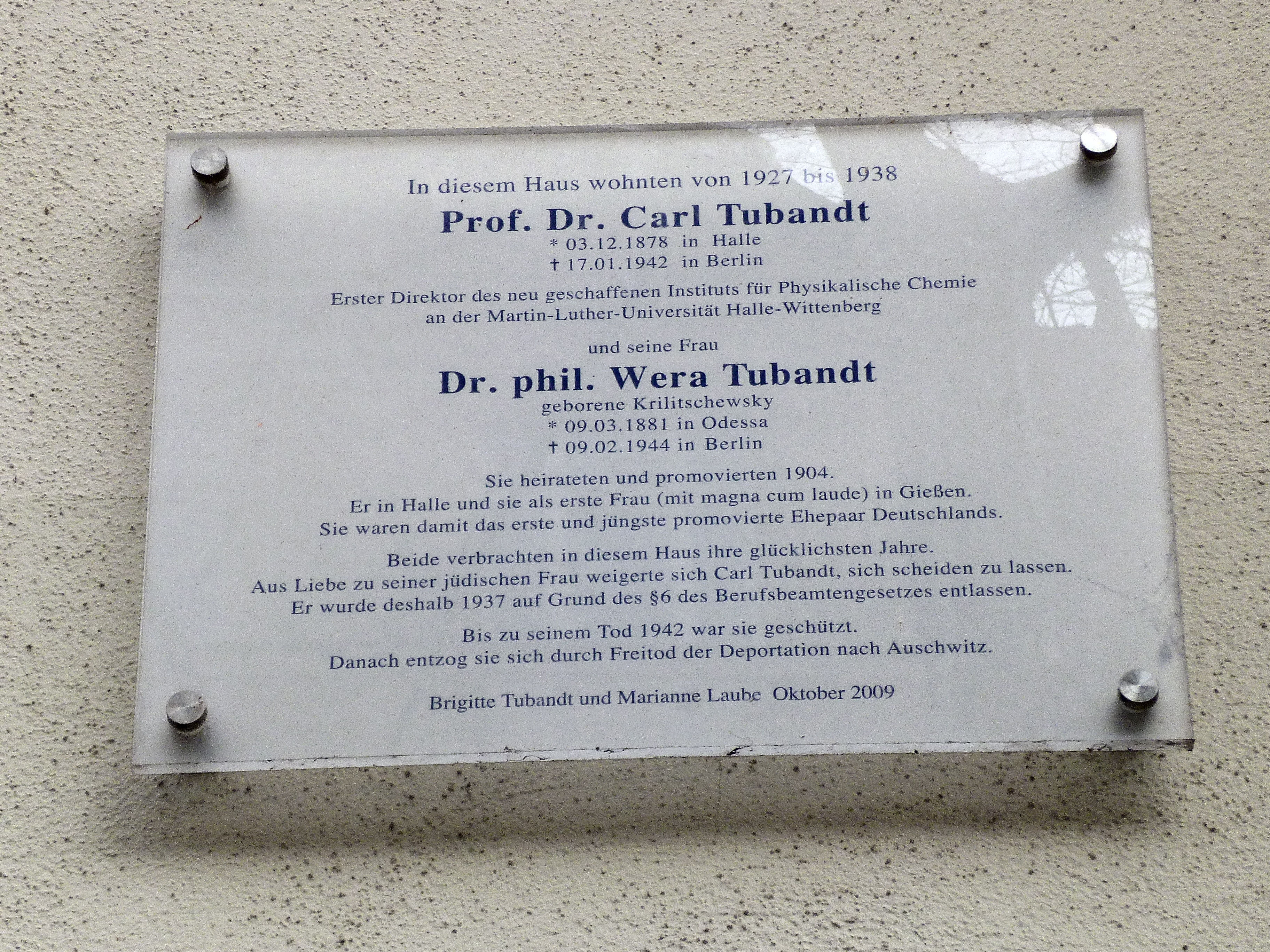
Gedenktafel für das Ehepaar Tubandt an ihrem früheren Wohnhaus, jetzt Carl-von-Ossietzky-Straße, Halle/Saale

Carl Tubandt (* 3. Dezember 1878 in Halle; † 17. Januar 1942 in Berlin) war ein deutscher Chemiker und Hochschullehrer. Er war an der Universität Halle Professor und Direktor des Instituts für Physikalische Chemie. und leistete einen wichtigen Beitrag zur Erforschung der Festelektrolyte: er entdeckte und erforschte die außerordentlich hohe Leitfähigkeit von Silberiodid.

## Leben
Nachdem Carl Tubandt 1900 das Abitur erlangt hatte, studierte er Naturwissenschaften an der Universität Halle. Am 3. September 1904 heiratete er Wera Tubandt. Die beiden hatten zwei Töchter. 1904 erlangte er auch – als Student von Jacob Volhard – den Doktorgrad. Er arbeitete von 1903 bis 1908 als Assistent am Chemischen Institut der Universität Halle. 1908 wurde er Abteilungsleiter des Chemischen Instituts und 1912 Professor. 1923 wurde er zum Mitglied der Deutschen Akademie der Naturforscher Leopoldina gewählt. Ab 1931 war er Direktor des Instituts für Physikalische Chemie der Universität Halle. Sein Forschungsschwerpunkt bildete dort die Untersuchung und Deutung des elektrischen Leitvermögens kristallisierter Salze. 1937 wurde er aufgrund des §6 des Berufsbeamtengesetzes wegen seiner jüdischen Ehefrau aus dem Dienst entlassen.

## Schriften
- Ludwig Ebert, Carl Tubandt: Elektrochemie Teil 1 Leitfähigkeit und Überführungszahlen in flüssigen u. festen Elektrolyten. Hrsg.: Kasimir Fajans (= Handbuch der Experimentalphysik. Band 12, Tl 1). Akad. Verlagsges., Leipzig 1932, DNB 365689793.
- Carl Drucker, Carl Tubandt: Elektrochemie Teil 2 Elektromotorische Kräfte. Hrsg.: Kasimir Fajans (= Handbuch der Experimentalphysik. 12, Tl 2). Akad. Verlagsges., Leipzig 1933, DNB 365689785.